# Kyrie (альбом)
| Оценки критиков | Оценки критиков |
| Источник        | Оценка          |
| --------------- | --------------- |
| OndaRock        | ★               |

Kyrie — тридцать четвёртый студийный альбом итальянской певицы Мины, выпущенный в 1980 году на лейбле PDU.

## Об альбоме
Данный альбом был выпущен как двойной, впоследствии для релизов на компакт-дисках, кассетах и цифровой загрузки он был разделён надвое с пометками «Vol. 1» и «Vol. 2», обложки ничем не отличались. К слову на обложке изображён сын Мины Массимилиано Пани, облачённый в хоккейную форму; фото для оформления альбома были сделаны Мауро Балетти, а концепт разработал Лучано Талларини.
На данном альбоме певица экспериментирует с жанрами, очень заметно влияние рок-музыки.
Альбому удалось попасть в первую десятку в еженедельном хит-параде, это стало на тот момент самой низкой позицией в чарте из всех студийных альбомов певицы, а вот в годовом певица заняла только 33 место. Общие продажи альбома составляют 350 тысяч копий.
В 2018 году журнал Rolling Stone поместил его на 10 место в списке самых недооценённых альбомов Мины.

## Список композиций
| №                   | Название                                               | Автор(ы)                                   | Длительность |
| ------------------- | ------------------------------------------------------ | ------------------------------------------ | ------------ |
| 1.                  | «Musica»                                               | Маурицио Анеза, Уильям Марино              | 5:52         |
| 2.                  | «You Keep Me Hangin’ On»                               | Ламонт Дозье, Брайан Холланд, Эдди Холланд | 5:55         |
| 3.                  | «Quatt’ore ’e tiempo (Aria di Chiesa di A. Stradella)» | Этторе Ломбарди, Нино Романо               | 2:30         |
| 4.                  | «Chi sarà»                                             | Симон Лука                                 | 4:07         |
| 5.                  | «Voglio stare bene»                                    | Симон Лука                                 | 3:22         |
| 6.                  | «I Know»                                               | Шел Шапиро                                 | 5:38         |
| 7.                  | «Tra Napoli e un bicchiere»                            | Симон Лука, Андреа Ло Веккьо               | 3:10         |
| 8.                  | «Capisco»                                              | Массимилиано Пани                          | 6:10         |
| Общая длительность: | Общая длительность:                                    | Общая длительность:                        | 36:44        |

| №                   | Название                            | Автор(ы)                                                             | Длительность |
| ------------------- | ----------------------------------- | -------------------------------------------------------------------- | ------------ |
| 1.                  | «Fermerò qualcuno»                  | Марко Лубрети, Беппе Кантарелли                                      | 4:12         |
| 2.                  | «L’amore è bestia, l’amore è poeta» | Франко Миглиаччи, Джимми Фонтана, Фабио Массимо Кантини, Лилли Греко | 4:00         |
| 3.                  | «She’s Leaving Home»                | Джон Леннон, Пол Маккартни                                           | 5:30         |
| 4.                  | «Qualcosa in più»                   | Симон Лука                                                           | 5:30         |
| 5.                  | «Colori»                            | Андреа Ло Веккьо, Симон Лука                                         | 5:15         |
| 6.                  | «Bambola gonfiabile»                | Симон Лука                                                           | 3:40         |
| 7.                  | «Radio»                             | Бруно Лауци, Беппе Кантарелли                                        | 5:10         |
| 8.                  | «Buonanotte buonanotte»             | Клара Вистарини, Фабио Массимо Кантини                               | 5:07         |
| Общая длительность: | Общая длительность:                 | Общая длительность:                                                  | 38:24        |

## Чарты
| Чарт (1980–81)           | Высшая позиция |
| ------------------------ | -------------- |
| Италия (Billboard)       | 10             |
| Италия (Musica e dischi) | 9              |

| Чарт (1981)              | Позиция |
| ------------------------ | ------- |
| Италия (Musica e dischi) | 33      |